# Эшелонирование (авиация)

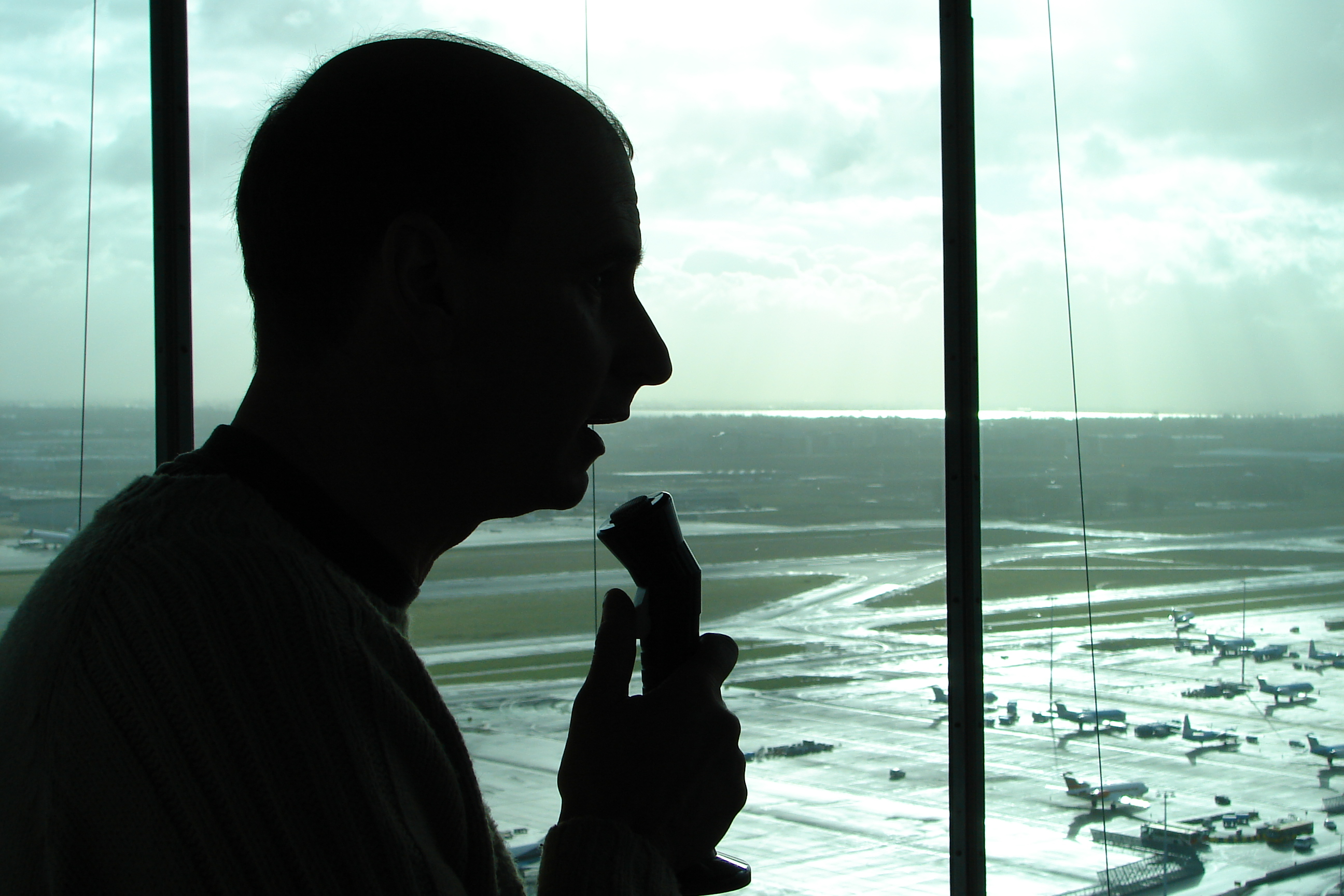
Одна из задач службы управления воздушным движением — эшелонирование воздушных судов

Эшелонирование в авиации — вертикальное, горизонтальное (продольное, боковое) рассредоточение воздушных судов в воздушном пространстве на установленные интервалы с целью предотвращения сближения воздушных судов и возможных аварийных ситуаций.
Контроль за эшелонированием осуществляет диспетчер в соответствии с действующими в стране нормативными документами, а при полётах по правилам визуальных полётов — также и пилот воздушного судна. Существуют и другие меры, призванные не допустить опасного сближения воздушных судов, например, система TCAS.
Выделяют вертикальное эшелонирование, продольное эшелонирование и боковое эшелонирование (см. ниже).

## Принципы вертикального эшелонирования

### Вертикальное эшелонирование и эшелон

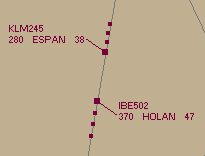
На дисплее авиадиспетчера — два самолёта, следующих встречным курсом, разделённых по высоте (левое число в нижнем ряду в метке самолёта — его эшелон в сотнях футов)

Вертикальным эшелонированием называют рассредоточение воздушных судов по высоте. Для создания интервалов вертикального эшелонирования введено понятие эшелон. Это условная высота, рассчитанная при стандартном давлении и отстоящая от других высот на величину установленных интервалов. Высота эшелона может сильно отличаться от его реальной высоты, однако у всех воздушных судов, на высотомере которых установлено стандартное давление, в одной и той же точке высотомер будет показывать одинаковую высоту.
Значение стандартного давления (QNE) — 760 мм рт. ст. (1013,2 гектопаскаля, 29,921 дюйма рт. ст.) — одинаково во всем мире, а вот схема вертикального эшелонирования может различаться в разных странах. При пересечении границ воздушных пространств, в которых действуют разные схемы, пилоты меняют эшелон по указанию диспетчера (все варианты пересечения границы, требующие смены эшелона, регламентированы сборниками аэронавигационной информации).

#### Обозначение эшелона
В большинстве стран мира эшелоны рассчитываются в футах и обозначаются аббревиатурой FL (англ. Flight Level), за которым следует высота эшелона в сотнях футов. Обозначение единиц опускается. Например, FL240 — эшелон 24000 футов.
В Китае эшелоны — метровые и обозначаются числом — высотой эшелона — с указанием единиц, например, эшелон 10100 м.

### Полукруговая система и её аналоги
Вертикальное эшелонирование обычно осуществляется по полукруговой системе. Это означает, что в схеме направления полётов от эшелона к эшелону чередуются. Например, в Российской Федерации нечетные эшелоны выдаются воздушным судам, двигающимся с запада на восток (истинный путевой угол от 0° до 179°). Четные - при полёте с востока на запад (истинный путевой угол от 180° до 359°). Полукруговая схема применяется почти во всех странах мира, но может иметь свои особенности.
Например, в России, отсчёт осуществляется по истинному путевому углу, в других странах — от магнитного или условного меридиана. Из-за особенностей географического положения страны, иногда углы могут отсчитываться не от 0° и 180°. Так, в Чили есть сдвиг на 30°, а в Новой Зеландии, Вьетнаме — на 90°.
В некоторых случаях применяется схема квадрантного эшелонирования, которая была основной для ИКАО до 1963 года. Она действует во многих странах, таких как Индия, Бангладеш, Камбоджа, Лаос, Япония, также в Великобритании при визуальных полётах и полётах по приборам в неконтролируемом воздушном пространстве на эшелоне ниже FL245. Первый эшелон расположен в I квадранте (0°-89°, магнитный путевой угол), второй — во II квадранте (90°-179°), третий — в III квадранте (180°-269°), четвёртый — в IV квадранте (270°-359°), пятый — в I квадранте и так далее.

### Переход к полёту на эшелоне
При взлёте и посадке самолёта установлено атмосферное давление аэродрома (QFE) (в России) или давление, приведённое к уровню моря (QNH). Таким образом, на высотомере отображается реальная высота или высота относительно уровня моря. Она нужна экипажу для выдерживания схем захода на посадку и схем выхода.
Вскоре после взлёта экипаж устанавливает стандартное давление (QNE) — 1013 гПа (760 мм рт. ст.) Высота, при пересечении которой устанавливается стандартное давление, называется высотой перехода. Она публикуется в схемах аэродрома. При снижении новое значение давления на альтиметре устанавливается при пересечении эшелона перехода. Эшелон перехода может изменяться для каждого аэродрома в зависимости от атмосферного давления, эта величина обычно доступна в автоинформации АТИС.
Расчёт безопасного эшелона и высоты перехода осуществляется таким образом, что между ними (в истинном выражении) остаётся достаточный запас высоты даже после выставления нового значения давления на альтиметре. Это обеспечивает безопасный интервал не менее 300 метров между эшелоном перехода и высотой перехода, что исключает ситуацию, когда воздушные суда, летящие на высоте эшелона и высоте относительно земли (или уровня моря) могут пересечься по реальной высоте. Этот диапазон высот называется переходным слоем.
Горизонтальный полёт в переходном слое запрещён. В этом диапазоне возможно только снижение или набор высоты.

### Вертикальное эшелонирование ниже нижнего эшелона
Полёт не всегда проходит на эшелоне. Когда нет необходимости набирать высоту нижнего эшелона, полёты производятся по минимальному из приведённых к среднему уровню моря по стандартной атмосфере давлений (QNH). При этом действуют и особые правила вертикального эшелонирования. Например, в России, воздушные суда рассредотачиваются по высоте на установленные интервалы, выражаемые в величинах абсолютной (относительной) высоты при полётах на высоте перехода и ниже.

### Вертикальное эшелонирование в районе аэродрома и зоне ожидания
При выполнении полётов в районе контролируемого аэродрома, в зоне аэродромного диспетчерского обслуживания, в зоне диспетчерского обслуживания подхода и в зоне ожидания вертикальное эшелонирование производится по действующей схеме, независимо от направления полёта воздушного судна.

## Эшелонирование по стандартам ИКАО
Правила ИКАО являются основными для всего мира, хотя отдельные страны могут вводить серьёзные изменения. Они основаны на полукруговой схеме. Схема эшелонирования для ППП (правила полёта по приборам) приведена в таблице.

## Эшелонирование RVSM
Сокращённые минимумы вертикального эшелонирования (англ. Reduced vertical separation minima (RVSM) — система мер, призванная повысить пропускную способность воздушного пространства за счёт снижения установленных интервалов между эшелонами. Уже введённая во многих странах, в том числе в России, она предусматривает интервалы в 1000 футов между эшелонами в верхнем воздушном пространстве (в диапазоне FL290 — FL410). Схема эшелонирования для ППП приведена в таблице.
Схема распределения эшелонов при использовании сокращённых минимумов вертикального эшелонирования не однозначна, и КНР, к примеру, ввела метрическую систему RVSM (см. ниже).
Применение сокращённых минимумов вертикального эшелонирования требует не только принятия соответствующих нормативных актов, но и техническую готовность воздушного судна и экипажа соблюдать эти нормы. Большое количество не сертифицированных воздушных судов, в частности, в России, препятствует быстрому принятию правил RVSM. Если воздушное судно не сертифицировано на работу в системе сокращённых минимумов, оно не может быть допущено на диапазон высот, где действует RVSM, и вынуждено занимать подходящие эшелоны ниже или выше.
С историей внедрения RVSM в воздушном пространстве разных стран можно познакомиться на сайте Федерального воздушного агентства США.

## Эшелонирование в России
С 17 ноября 2011 года на территории России введено эшелонирование на основе номерных эшелонов, наименование которых соответствует высоте в сотнях футов, и абсолютных (относительных) высот в метрах. Схема эшелонирования, таким образом, повторяет схему эшелонирования RVSM (см. выше). Изменения однако не затронули исчисления высот ниже эшелона перехода, там высота по-прежнему выражается только в метрах.

### История эшелонирования в России
До 17 ноября 2011 в России применялась метрическая система эшелонирования, унаследованная от СССР.
Эшелонирование осуществлялось по полукруговой схеме следующим образом.
Интервал вертикального эшелонирования был установлен в 300 м от эшелона 900 до эшелона 8100; интервал 500 м — от эшелона 8100 до эшелона 12100; интервал 1000 м — от эшелона 12100. Таким образом (см. таблицу):
- при истинном путевом угле от 0° до 179° (включительно) были установлены эшелоны полётов: 900, 1500, 2100, 2700, 3300, 3900, 4500, 5100, 5700, 6300, 6900, 7500, 8100, 9100, 10100, 11100, 12100, 14100 и т. д.;
- при истинном путевом угле от 180° до 359° (включительно) были установлены эшелоны полётов: 1200, 1800, 2400, 3000, 3600, 4200, 4800, 5400, 6000, 6600, 7200, 7800, 8600, 9600, 10600, 11600, 13100, 15100 м и т. д.

### История RVSM в России
Для облегчения обеспечения производства полётов в воздушном пространстве, где воздушные суда находились под управлением российских диспетчеров лишь краткое время, было введено особое эшелонирование, отвечающее стандартам ИКАО.
Так, в зоне ответственности Калининградского центра УВД действовало эшелонирование по стандартам ИКАО, при этом применялись нормы RVSM. При этом в зоне взлёта и посадки аэропорта Калининграда до высоты перехода при взлёте и после эшелона перехода при снижении использовались метрические высоты.
В зоне ответственности Ростовского центра УВД над открытыми водами нормы эшелонирования ИКАО применялись в диапазоне эшелонов от FL210 до FL430, причём в диапазоне от FL290 до FL410 применялись правила RVSM.

## Особенности вертикального эшелонирования в некоторых странах

### Эшелонирование в Великобритании
Правила эшелонирования в Великобритании совпадают со стандартами ИКАО, когда речь идёт о контролируемом воздушном пространстве.
На территории Великобритании введены правила RVSM.
В неконтролируемом воздушном пространстве до эшелона FL245 действует квадрантная система. При направлении магнитного путевого угла (МПУ) 0°-89°выбирается эшелон нечётной тысячи, например, FL130. При МПУ 90°-179° — эшелон нечётной тысячи плюс 500 футов (FL135), при МПУ 180°-269° — эшелон чётной тысячи (FL140), при МПУ 270°-359° — эшелон чётной тысячи плюс 500 футов, например FL145, и т. д.

### Эшелонирование в Новой Зеландии
Из-за географических особенностей в Новой Зеландии применяется полукруговая схема со сдвигом на 90°. Характерно выделение отдельных эшелонов для визуальных и приборных полётов.
При полётах по правилам визуальных полётов (ПВП) ниже высоты 13000 футов (по QNH): при МПУ 270°-89° занимается высота нечётной тысячи футов плюс 500 футов. При МПУ 90°-269° занимается высота чётной тысячи футов плюс 500 футов. На эшелоне выше FL150: при МПУ 270°-89° занимается эшелон нечётной тысячи футов плюс 500 футов (включая FL155), при МПУ 90°-269° занимается эшелон чётной тысячи футов плюс 500 футов.
При полётах по правилам полётов по приборам (ППП) ниже высоты 13000 футов: при МПУ 270°-89° занимается высота нечётной тысячи футов. При МПУ 90°-269° занимается высота чётной тысячи футов. На эшелоне выше FL150: при МПУ 270°-89° занимается эшелон нечётной тысячи футов (включая FL150), при МПУ 90°-269° занимается эшелон чётной тысячи футов. При полётах выше эшелона FL410 при МПУ 270°-89° занимаются эшелоны с интервалом в 4000 футов, начиная от эшелона FL450. При МПУ 90°-269° занимаются эшелоны с интервалом в 4000 футов, начиная от эшелона FL430.

### Эшелонирование в КНР (RVSM)
В Китае долгое время была принята система метрического эшелонирования, которая, однако, отличалась от российской. С 2007 года действует система RVSM, также метрическая.
Система полукруговая, отчёт осуществляется от 0° и 180° истинного путевого угла. Схема эшелонирования приведена в таблице. На эшелонах с 8900 по 12500 сокращённый минимум эшелонирования составляет 300 метров, выше — 600 метров.

## Горизонтальное эшелонирование
Горизонтальным эшелонированием называют рассредоточение воздушных судов в горизонтальной плоскости по расстоянию на установленные интервалы.

### В России
В России минимальные интервалы горизонтального эшелонирования при использовании системы наблюдения обслуживания воздушного движения устанавливаются:
- при районном диспетчерском обслуживании и диспетчерском обслуживании подхода — не менее 10 км;
- при аэродромном диспетчерском обслуживании:
  - не менее 5 км, за исключением случаев выполнения процедур параллельных взлётов и посадок воздушных судов;
  - не менее 10 км в тех случаях, когда:
    - воздушное судно следует за воздушным судном массой 136000 кг и более;
    - воздушное судно пересекает след воздушного судна массой 136000 кг и более;
    - воздушное судно, следующее позади воздушного судна массой 136000 кг и более, использует одну и ту же взлётно-посадочную полосу или параллельные взлётно-посадочные полосы, расположенные на расстоянии менее 1000 метров между их осевыми линиями.

Минимальные временные интервалы продольного эшелонирования при полётах воздушных судов по правилам полётов по приборам без использования системы наблюдения обслуживания воздушного движения устанавливаются:
- между воздушными судами, следующими на одном эшелоне (высоте) в попутном направлении:
  - при районном диспетчерском обслуживании и (или) диспетчерском обслуживании подхода — 10 мин.;
  - при аэродромном диспетчерском обслуживании при выполнении манёвра захода на посадку — 3 мин.;
- при пересечении попутного эшелона (высоты), занятого другим воздушным судном, — 10 мин. в момент пересечения;
- при пересечении встречного эшелона (высоты), занятого другим воздушным судном, — 20 мин. в момент пересечения;
- между воздушными судами, следующими по пересекающимся маршрутам (при углах пересечения от 45° до 135° и от 225° до 315°) на одном эшелоне (высоте), — 15 мин. в момент пересечения.

Минимальные интервалы продольного эшелонирования при полётах воздушных судов по правилам полётов по приборам без использования системы наблюдения обслуживания воздушного движения в условиях использования контрактного автоматического зависимого наблюдения и связи «диспетчер — пилот» по линии передачи данных при движении по одному маршруту на одной высоте, по пересекающимся маршрутам на одной высоте, по одному маршруту с пересечением занятых попутных эшелонов, по одному маршруту с пересечением занятых встречных эшелонов при районном диспетчерском обслуживании устанавливаются:
- 100 км — при полётах в условиях навигационного обеспечения не хуже RNP 10 и максимального интервала передачи периодического донесения контрактного автоматического зависимого наблюдения не более 22 минут;
- 100 км — при полётах в условиях навигационного обеспечения не хуже RNP 4 и максимального интервала передачи периодического донесения контрактного автоматического зависимого наблюдения не более 32 минут;
- 60 км — при полётах в условиях навигационного обеспечения не хуже RNP 4 и максимального интервала передачи периодического донесения контрактного автоматического зависимого наблюдения не более 14 минут.

Дистанции и интервалы между воздушными судами при выполнении групповых полётов устанавливаются актами Министерства транспорта Российской Федерации, Министерства обороны Российской Федерации, Министерства промышленности и торговли Российской Федерации соответственно для гражданской, государственной и экспериментальной авиации.
Эшелонирование групп воздушных судов относительно одиночных воздушных судов (групп воздушных судов) осуществляется в соответствии с нормами вертикального и горизонтального эшелонирования.
.

### По правилам ИКАО
Для объяснения принципов продольного эшелонирования в документах ИКАО вводятся понятия одна и та же линия пути; линии пути идущие в противоположных направлениях и пересекающиеся линии пути.
- одна и та же линия пути — линии пути одного направления, или пересекающиеся линии пути, угловая разница которых менее 45°или более 315°;
- идущие в противоположных направлениях — линии пути противоположного направления, или пересекающиеся линии пути, угловая разница которых более 135°, но менее 225°;
- пересекающиеся линии пути — кроме указанных в предыдущих пунктах.

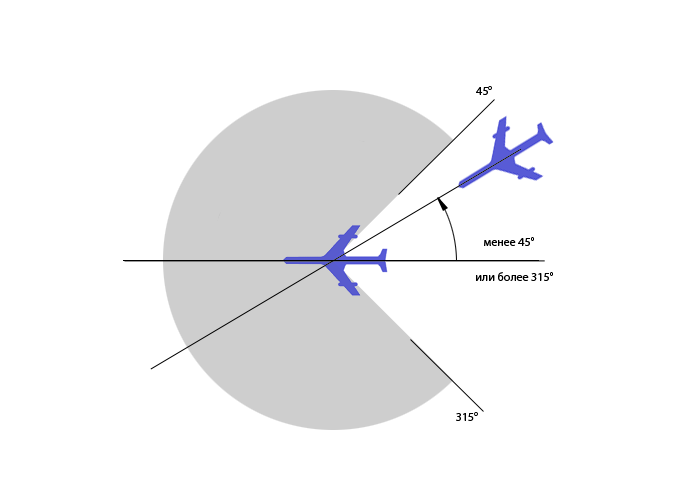
Одна и та же линия пути. Менее 45°или более 315°
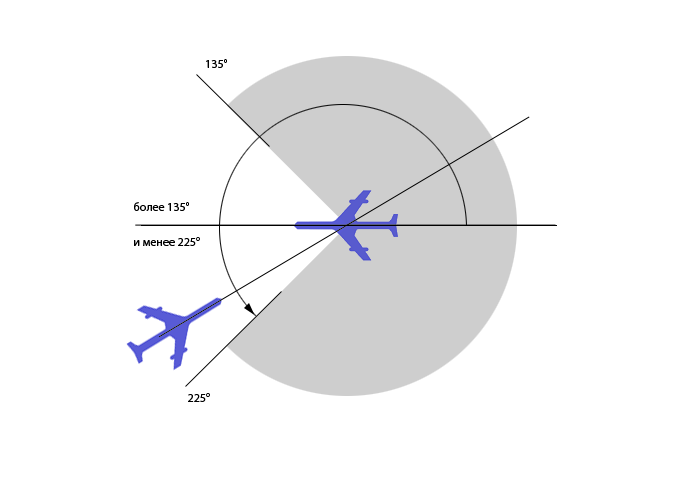
Линии пути, идущие в противоположных направлениях. 135°-225°
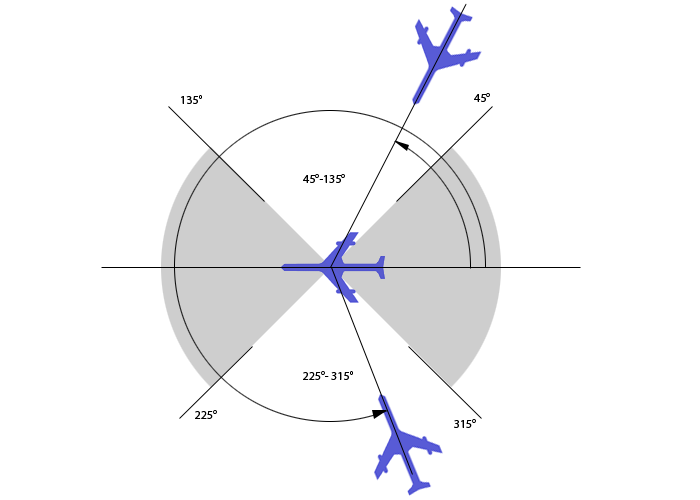
Пересекающиеся линии пути. 45°-135° и 225°-315°

На международных воздушных трассах используется два вида продольного эшелонирования: по времени и по расстоянию.

#### Продольное эшелонирование по времени
- Воздушные суда, выдерживающие один эшелон
  - Одна и та же линия пути:
    - 15 минут или
    - 10 минут, если навигационные средства позволяют часто определять положение и скорость, или
    - 5 минут, если скорость первого воздушного судна превышает скорость второго на 20 узлов, или
    - 3 минуты, если скорость первого воздушного судна превышает скорость второго на 40 узлов.

  - Пересекающиеся линии пути:
    - 15 минут в точке пересечения линий пути или
    - 10 минут, если навигационные средства позволяют часто определять положение и скорость.
- Воздушные суда, набирающие высоту или снижающиеся
  - Одна и та же линия пути:
    - 15 минут или
    - 10 минут, если навигационные средства позволяют часто определять положение и скорость, или
    - 5 минут при условии, что изменение эшелона начинается в пределах десяти минут со времени представления вторым воздушным судном донесения о пролёте конкретного ППД (пункта передачи донесений).

  - Пересекающиеся линии пути:
    - 15 минут или
    - 10 минут, если навигационные средства позволяют часто определять положение и скорость.

  - Линии пути, идущие в противоположных направлениях:
    - 10 минут до и после расчётного времени расхождения воздушных судов. Если установлено, что они уже разошлись, минимум не применяется[11].

#### Продольное эшелонирование по расстоянию (при наличииDME)
На одном маршруте и эшелоне:
- 10 морских миль, если V1 > V2 на 20 узлов и более;
- 20 морских миль, если V1 = V2.

На пересекающихся курсах:
- 10 морских миль, если V1 > V2 на 20 узлов и более;
- 20 морских миль, если V1 = V2.

При наборе высоты и на снижении — 10 миль во всех случаях.

## Боковое эшелонирование
Боковым эшелонированием называют рассредоточение воздушных судов на одной высоте по расстоянию или угловому смещению между их линиями пути.

### Эшелонирование правой стороны (SLOP)
При встречном движении воздушных судов с набором высоты или со снижением каждое воздушное судно должно придерживаться правой стороны трассы с таким расчётом, чтобы находиться немного правее оси трассы. Принцип эшелонирования — идти по маршруту чуть-чуть правее — официальный принцип. Насколько правее — не оговорено.

## Эшелонирование над океаном

### Североатлантические треки
Значительная часть полётов над Северной Атлантикой происходит по специальным ежедневно обновляемым маршрутам. Вертикальное эшелонирование производится по требованиям RVSM.
Минимальное продольное эшелонирование в общем случае составляет:
- 15 минут, или
- 10 минут при применении метода числа Маха, то есть при контроле скорости.

Боковое эшелонирование осуществляется в градусах широты или расстоянием:
- на североатлантических треках расстояние между соседними трассами должно быть в общем случае не менее 60 морских миль (1°) при соответствии обоих воздушных судов требованиям MNPS и в пределах воздушного пространства MNPS;

### Тихоокеанские трассы
На тихоокеанских трассах боковое эшелонирование составляет не менее 100 морских миль.
Для воздушных судов, выполняющих полёты на эшелоне полёта 290 или выше в пределах гибких систем организованных треков в районе Тихого океана (PACOTS), системы маршрутов северной части Тихого океана (NOPAC) между Соединёнными Штатами Америки и Японией, а также в пределах системы маршрутов между Гавайскими островами и западным побережьем Соединённых Штатов Америки в пределах РПИ Анкоридж океанический, Окленд океанический и Фукуока, может применяться комбинированное эшелонирование (сочетание продольного и бокового эшелонирования за счёт использования соответствующих минимумов эшелонирования, которые могут быть ниже, но не более чем на половину минимумов эшелонирования, используемых для каждого из суммарных элементов при их отдельном применении), состоящее из, по крайней мере, 93 км (50 морских миль) бокового и 300 м (1000 фут) вертикального эшелонирования.

### Эшелонирование над океаном в России
В России эшелонирование в зоне ответственности океанических секторов районных центров Мурманск и Магадан регламентируется циркуляром АIC 0309. Вертикальное эшелонирование осуществляется по общим правилам, продольное должно составлять не менее 10 минут (или не менее 15 минут при пересечении занятого встречного эшелона в зоне ответственности РЦ Мурманск).